# Presqu'île de la Caravelle
Pour les articles homonymes, voir Caravelle.
La presqu’île de la Caravelle est une réserve naturelle qui se trouve sur la côte est de la Martinique, soit sur la façade Atlantique, dans la commune de Trinité. Elle peut être parcourue ou visitée sur 2 sentiers de randonnée. La Presqu’île de la Caravelle est populaire pour ses paysages sauvages, sa faune et sa flore changeantes et ses monuments plus ou moins anciens. 
Elle recèle à son extrémité la réserve naturelle nationale de la presqu'île de la Caravelle, gérée par le parc naturel régional de la Martinique. Son parcours de randonnée mène aux ruines du château Dubuc (ancienne « habitation » de colons esclavagistes). Elle se situe également auprès de la station météorologique de la Caravelle.

## Géographie
D'une longueur de douze kilomètres, son point culminant est le Morne Pavillon, d'une hauteur de 189 mètres. Elle est baignée par l'océan Atlantique, plus précisément par le Havre de Trinité à l'ouest et la baie du Galion et le Cul-de-sac de Tartane au sud. D'un point de vue géologique, elle constitue la plus ancienne partie de la Martinique, avec la région de Sainte-Anne à l'extrémité sud de l'île.
Elle recèle à son extrémité la réserve naturelle nationale de la presqu'île de la Caravelle, d'une superficie de 400 hectares, créée le 2 mars 1976 et gérée par le parc naturel régional de la Martinique. Ses chemins de randonnée mènent au bord d'une mangrove au pied des ruines du château Dubuc, ancienne « habitation » de colons esclavagistes et, près de l'îlet Lapin à la station météorologique de la Caravelle.
Elle doit son nom au rocher de la Caravelle situé quelques kilomètres au nord.

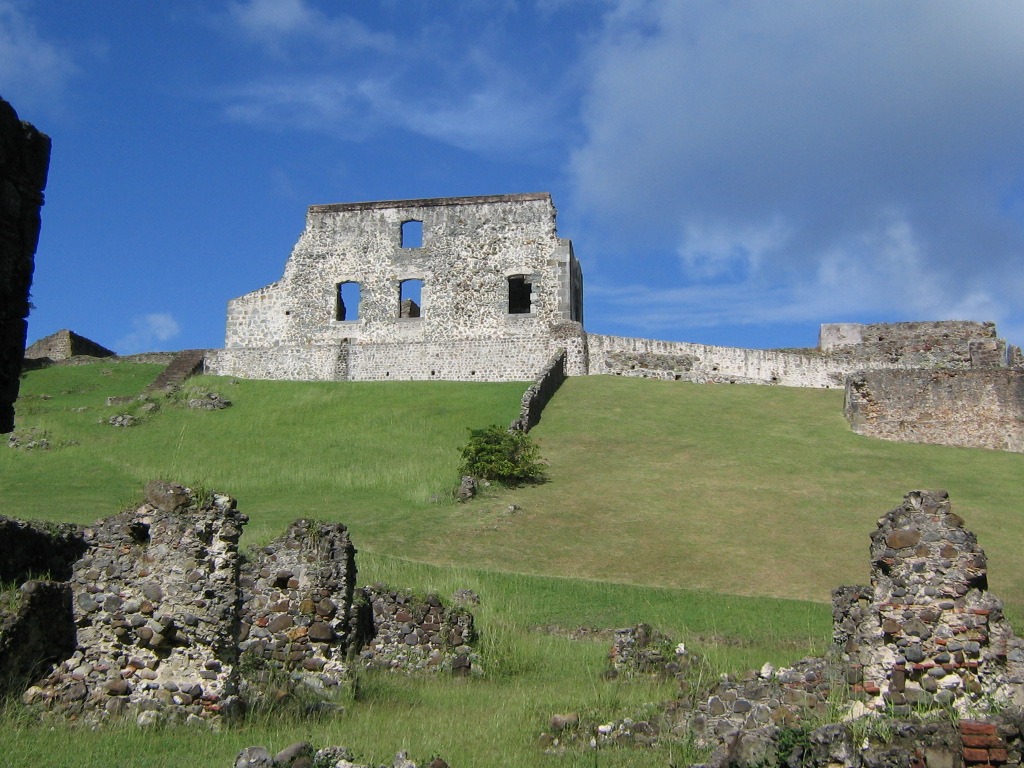
Ruines  du château Dubuc
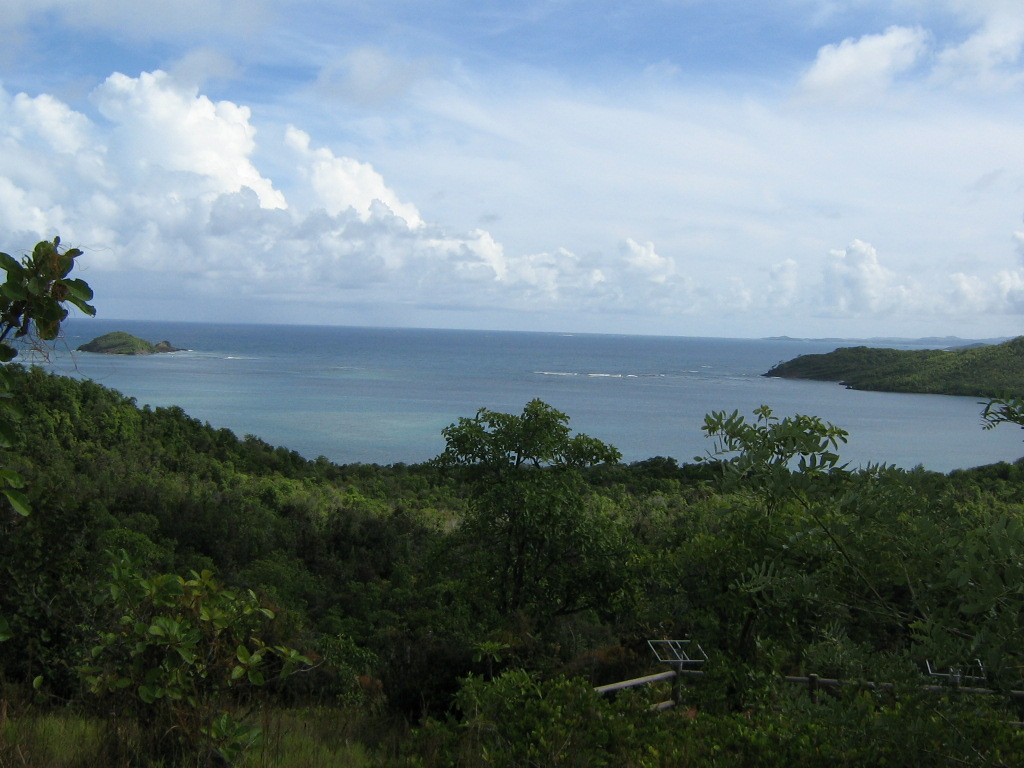
Côte sud de la presqu'île
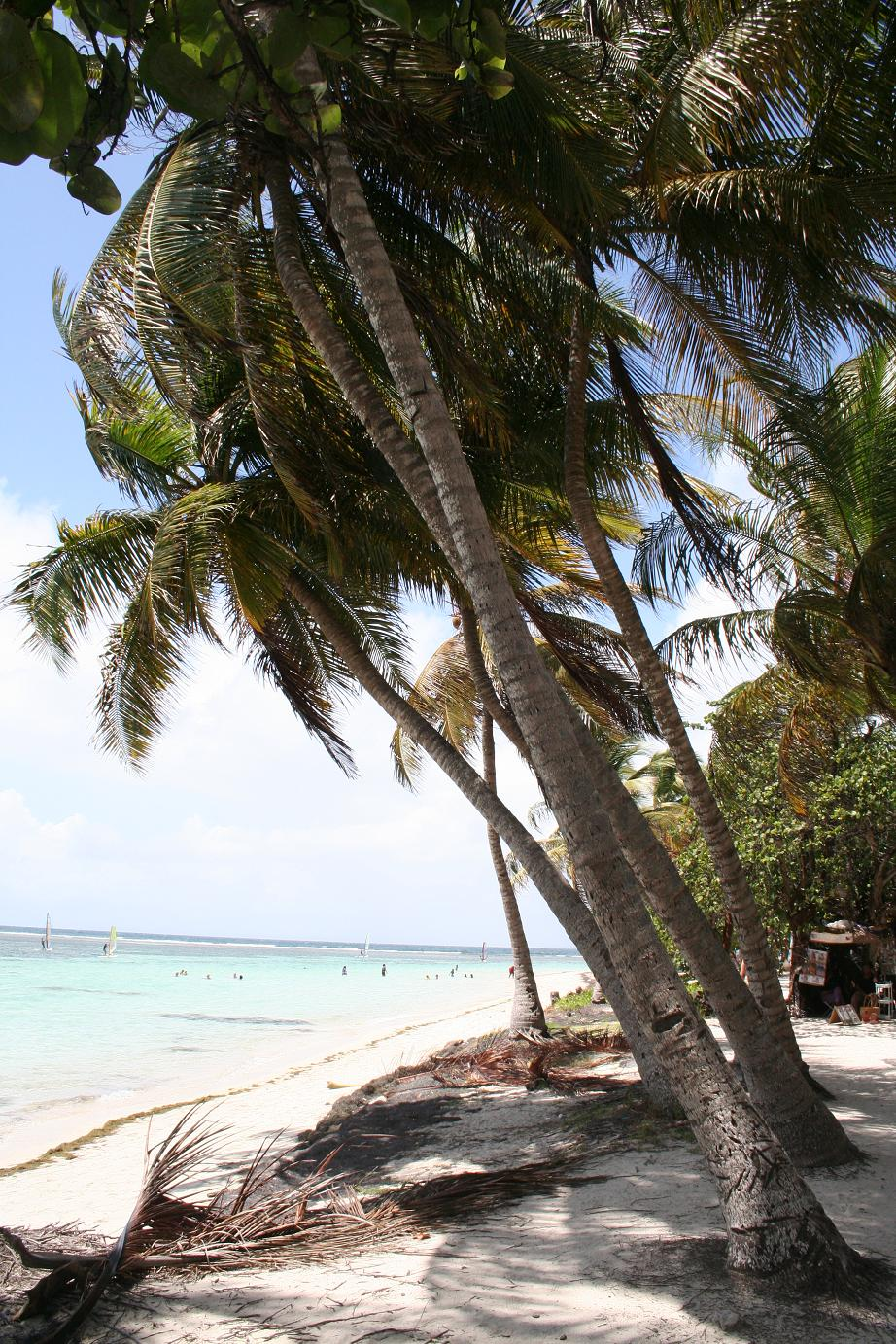
Plage sur la presqu'île
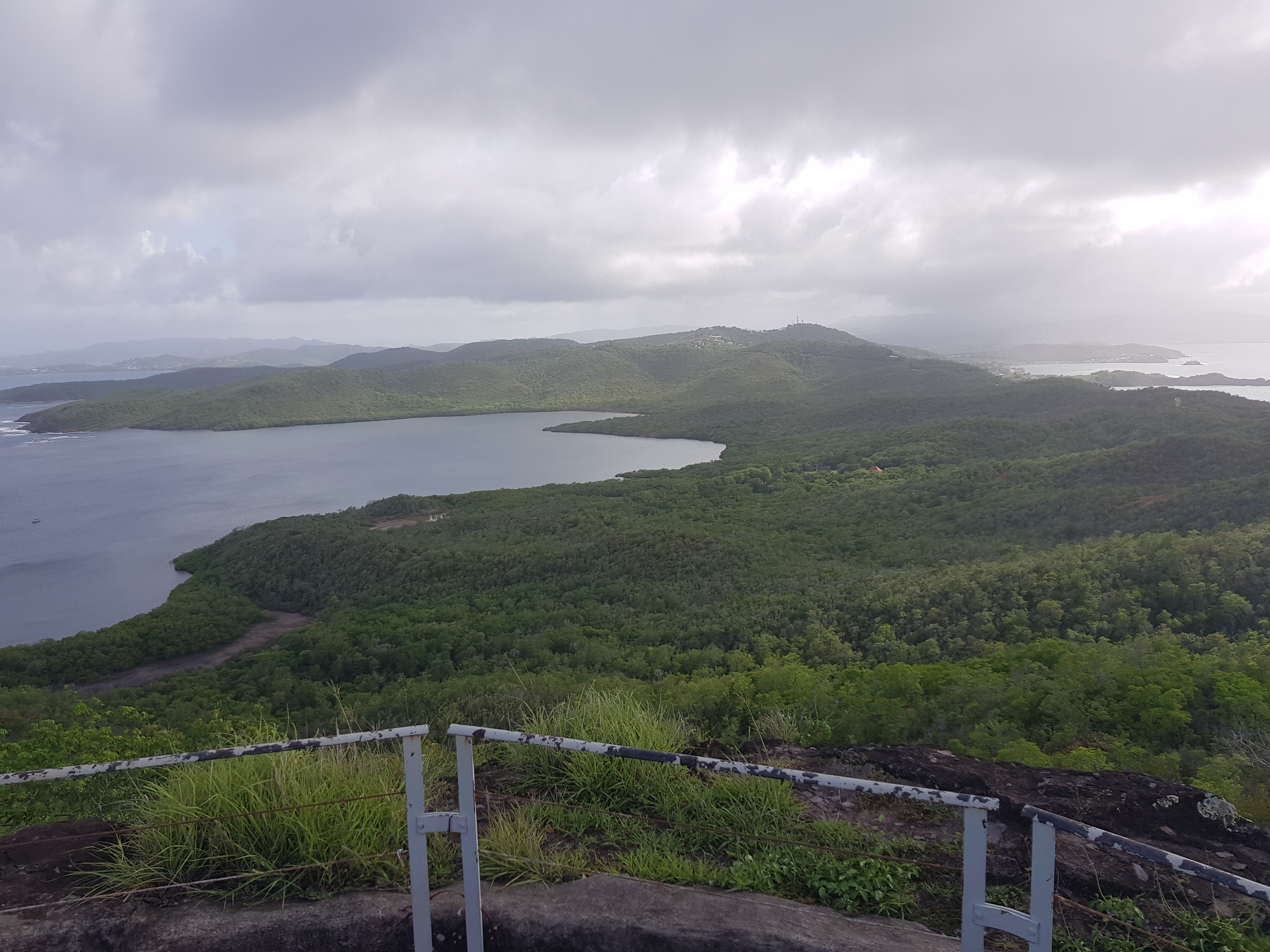
Presqu'île de la Caravelle vue du phare
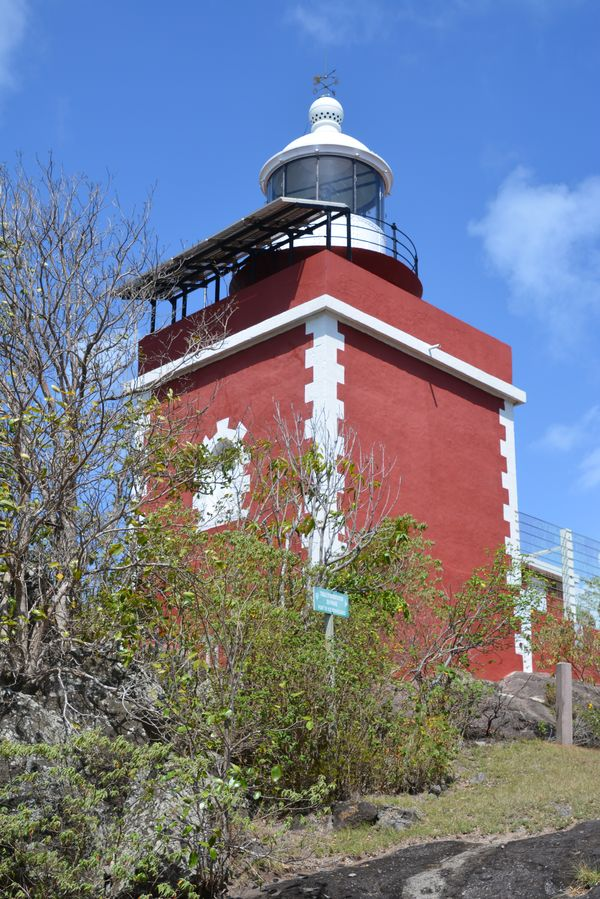
Phare de la Caravelle